# Olofonia
L'olofonia è una tecnica di registrazione e riproduzione sonora eseguita tramite uno speciale microfono denominato olofono che permette di riprodurre un suono in modo simile a come viene percepito dall'apparato uditivo umano: il suono non si percepisce più sui padiglioni delle cuffie o nell'arco stereofonico classico, ma addirittura fuori dalla testa, quasi nelle esatte coordinate spaziali di registrazione.

## Storia
Questa tecnologia è nata in Italia, ma la sua paternità è discussa. Invenzione attribuita a Umberto Maggi (ex bassista dei Nomadi), Maurizio Maggi insieme all'ingegnere elettronico argentino Hugo Zuccarelli (1983) in Italia nel 1980 per studiare al Politecnico di Milano. Nel 1983 Zuccarelli pubblicò una registrazione intitolata Zuccarelli Holophonics (The Matchbox Shaker) nel Regno Unito, prodotta dalla CBS; effetti sonori che dimostrano la tecnica con: scatole di fiammiferi sbattute, tagli di capelli e soffi, api, palloni, sacchetti di plastica, uccelli, aeroplani, fuochi d'artificio, tuoni e veicoli. L'olofonia è stata usata da artisti come Pink Floyd, Roger Waters e Psychic TV. Il sistema è stato usato in colonne sonore, televisione e parchi a tema. La maggior parte degli esperimenti tecnici e successive registrazioni sono state effettuate, a partire dai primi anni '80, agli "Umbi Studios" da Maurizio Maggi con la collaborazione del tecnico del suono Raffaele Rispo
.

## Principio
Anche se tenta di emulare il più fedelmente possibile l'ascolto umano, ancora non si è raggiunta la perfezione sonora nella riproduzione esatta delle coordinate spaziali del suono. Pertanto, dopo un primo approccio entusiasmante a questo tipo di ascolto, presto si percepisce che mancano completamente delle coordinate sonore, oppure esse sono molto deboli, nel migliore dei casi. Più precisamente: manca completamente un evidente fronte sonoro; non si sentono suoni provenienti dal basso; i suoni con sorgente alle spalle dell'ascoltatore sono ben resi; i suoni provenienti dall'alto non riescono a dare profondità; il bilanciamento destra-sinistra è molto realistico. L'olofonia è oggetto di studio approfondito dai ricercatori contemporanei. Il mondo tecnico specializzato che gravita intorno all'elettronica, l'acustica, l'informatica è in fermento per trovare il segreto esatto di riproduzione fedele dell'ascolto umano. In commercio non esistono ancora casse acustiche che possano riprodurre l'olofonia, pertanto il suo ascolto si può apprezzare esclusivamente con l'utilizzo di semplici cuffie stereofoniche.
Un articolo di Zuccarelli su New Scientist del 1983 esplicita questa teoria. Questo articolo fu subito seguito da discussioni che confutavano tale teoria. Non ci sono evidenze oggettive che una emissione acustica sia usata per la localizzazione del suono.
In fase di registrazione il sistema olofonico simula l'apparato uditivo umano , nella sua parte meccanica codificando un segnale binaurale e successivamente l'ascoltatore lo decodifica col sistema neuronale.
È un sistema coerente .

## Controversie
Gli effetti raggiunti sono comparabili con la registrazione binaurale mediante testa di manichino, o ricreati con algoritmi più o meno sofisticati come la Head-related transfer function (HRTF). Non c'è evidenza, studi, che indichino che la tecnica olofonica sia sostanzialmente differente da o superiore a questi metodi, né Zuccarelli ha mai pubblicato risultanze se non il brevetto, che descrive la tecnica. Gianfranco Pisano, psichiatra e psicoterapeuta rivendica di aver svolto esperimenti già nel 1977, ma non risulta esserci nessun brevetto da lui depositato. La storia internazionale inizia molti decenni prima: i primi apparati binaurali sono disponibili già dalla fine del 1800 con il Théâtrophone, la prima testa binaurale simile a quella brevettata da Zuccarelli viene presentata nel 1933 dai Bell Labs alla World's Fair di Chicago, denominata Oscar. Pochi anni dopo, Kornelis de Boer e Roelof Vermeulen della azienda Philips presentarono a loro volta una testa artificiale binaurale con volto femminile e la Neumann KU80 viene commercializzata già nei primi anni '70.

## Registrazioni realizzate con l'olofonia
- Pink Floyd, The Final Cut, Harvest/E.M.I, 7243 8 31242 2 0 (1982).[9]
- Roger Waters, The Pros and Cons of Hitch Hiking, Harvest, CDP 7 46029 2 (1984).[9]
- Psychic TV, Dreams Less Sweet, Some Bizarre (1983).
- Gianni Togni, Casa mia in Stile libero, CGD (1984).
- Zucchero, Oro Incenso e birra, Poligram (1989)
- Alice, Il profumo del silenzio in Falsi allarmi, EMI (1983)
- Blanca (serie televisiva) (2021)
- Lucio Dalla, Camion, in 1983 (1983)